# Helisoma anceps
Helisoma anceps är en snäckart som först beskrevs av Menke 1830.  Helisoma anceps ingår i släktet Helisoma och familjen posthornssnäckor.

## Underarter
Arten delas in i följande underarter:
- H. a. anceps
- H. a. royalense